# Anand Kumar Singh
Anand Kumar Singh, né vers 1949 et mort le 4 décembre 2020, est un homme politique fidjien.

## Biographie
Avocat de profession et de confession anglicane, il s'engage au Parti travailliste fidjien peu après les coups d'État de 1987 qui renversent le gouvernement travailliste de Timoci Bavadra. Il entre à la Chambre des représentants comme député de Lautoka aux élections législatives de 1999, élu au suffrage ethnique indo-fidjien, la même année que la mort de son épouse et de leur fille dans un accident d'avion. Il est fait procureur général et ministre de la Justice dans le gouvernement de coalition du nouveau Premier ministre travailliste Mahendra Chaudhry.
Comme la plupart des autres ministres et députés de la majorité parlementaire, il est retenu 56 jours en otage pendant le coup d'État de l'an 2000,. Il ne brigue jamais de nouveau mandat électif après ce coup d'État, mais est nommé sénateur en 2006 sur proposition de Mahendra Chaudhry, alors chef de l'opposition. Son mandat est interrompu par le coup d'État de 2006. Il demeure un membre actif du Parti travailliste, dont il devient le président en 2019 à la mort de Lavinia Padarath.
Malade, il est hospitalisé à Auckland, en Nouvelle-Zélande, en octobre 2020, et y meurt le 4 décembre à l'âge de 71 ans,.